# Ноттс Каунти
«Ноттс Ка́унти» (Полное название — Футбольный клуб «Ноттс Ка́унти»; англ. Notts County Football Club) — английский профессиональный футбольный клуб из города Ноттингем, графство Ноттингемшир. Это старейший из клубов, которые на данный момент являются профессиональными. Прозвище клуба — «сороки». Домашний стадион — «Медоу Лейн». Основная форма клуба — чёрно-белая.
«Ноттс Каунти» ранее играл в высшем английском дивизионе, но покинул его в 1992 году. В настоящее время выступает в Лиге 2, четвёртом по значимости дивизионе в системе футбольных лиг Англии.
С клубом работали такие тренеры, как Джимми Сиррел, Нил Уорнок и Сэм Эллардайс.

## История

### Первые годы
«Ноттс Каунти» был основан в 1862 году ещё до создания Футбольной ассоциации Англии и первоначально играл в игру собственного изобретения, а не в футбол современного типа. «Ноттс Каунти» — это старейший профессиональный футбольный клуб в мире. Клуб первоначально играл на арене «Парк Холлоу» (Park Hollow) на территории старого Ноттингемского замка. В 1883 году «сороки» обосновались на «Трент Бридж Крикет Граунд». Звание старейшего профессионального клуба в мире оспаривается футбольным клубом «Кристал Пэлас».

### Футбольная лига
В 1888 году «Ноттс Каунти» вместе с ещё 11-ю клубами стал учредителем Футбольной Лиги. Свой первый сезон они закончили на 11-м месте. Лучшим результатом клуба было 3-е место в сезонах 1890/91 и 1900/01 гг.

### Финалы Кубка Англии
25 марта 1891 года «Ноттс Каунти» впервые достиг финала Кубка Англии, где встретился с «Блэкберн Роверс». За неделю до этого «сороки» обыграли «Роверс» в лиге со счётом 7:1. Однако в финале «Ноттс Каунти» проиграл со счётом 1:3.
В 1894 году на стадионе «Гудисон Парк» «сороки» единственный раз в своей истории выиграли Кубок Англии, одолев «Болтон Уондерерс» со счётом 4:1. В этом матче Джимми Логан сделал первый хет-трик в истории финалов Кубка Англии. «Ноттс Каунти» стал первым клубом не из высшего дивизиона, выигравшим кубок: в том сезоне «сороки» заняли 3-е место во Втором дивизионе.

### 1920-е годы
В 1926 году «Ноттс Каунти» вновь покинул высший дивизион. Также этот год стал последним в клубе для знаменитого вратаря Альберта Иремонджера, кумира болельщиков «сорок».

### Вторая мировая война и 1950-е годы
Клуб приостановил свои выступления в сезоне 1941/42 после того, как «Мидоу Лэйн» был разрушен в результате бомбардировки немецкой авиации.
«Ноттс Каунти» произвёл сенсацию, когда в 1947 году приобрёл игрока «Челси» Томми Лоутона. Сумма сделки была рекордной по тем временам.
Сезон 1950/51 стал последним, когда футболисты «Ноттс Каунти» опередили «Ноттингем Форест», своих принципиальных соперников.

### 1960—1987

#### Джимми Сиррел
В 60-х годах «сороки» находились на грани финансового кризиса. Но местный член парламента Джек Даннетт взял клуб под собственный контроль, и «Ноттс Каунти» удалось спасти. В 1969 году Даннетт назначил шотландца Джимми Сиррела на пост главного тренера «сорок». Сиррел в своё время играл в «Селтике» из Глазго. Сезон 1970/71 футболисты «Ноттс Каунти» закончили, ни разу не проиграв на родном стадионе «Мидоу Лэйн». Тогда команда играла в Четвёртом английском дивизионе и заслужила выход в Третий.
Два сезона спустя «Ноттс Каунти» продвинулся во Второй дивизион. Это дало возможность возобновить матчи с «Ноттингем Форест». Тренер «сорок» Сиррел покинул свой пост. Его пригласили в «Шеффилд Юнайтед». В 1975 он вернулся в Ноттингем.
В 1981 году Сиррел вывел «Ноттс Каунти» в высший английский дивизион. Он поднял Каунти от Четвёртого дивизиона до Первого чуть более чем за 10 лет. «Сороки» вернулись в элиту спустя 55 лет после вылета оттуда.
В те же годы клуб обыграл «Астон Виллу», действующего на тот момент чемпиона Англии, со счётом 1:0.
Три сезона спустя «сороки» покинули высший дивизион. Сиррел покинул клуб в 1987 году.

#### Нил Уорнок
В конце 1988 года новым тренером «Ноттс Каунти» был назначен Нил Уорнок. До этого он руководил клубом «Скарборо». Уорнок привел «сорок» к выходу в Первую лигу. В том сезоне был сочинён гимн «Ноттс Каунти». В первой игре клуба на стадионе «Уэмбли» был обыгран со счётом 2:0 клуб «Транмир Роверс».
В Кубке Англии 1990/91 «Ноттс Каунти» одолел «Манчестер Сити» со счётом 1:0 и вышел в 1/4 финала, где проиграл «Тоттенхэму».

#### Мик Уокер
Первый сезон под руководством Мика Уокера запомнился победой в дерби с «Ноттингем Форест». Он был уволен в сентябре 1994 года.

### С 2009 года
21 июля 2009 года арабская компания Munto Finance официально стала владельцем «Ноттс Каунти». 22 июля 2009 г. стало известно, что спортивным директором клуба станет Свен-Ёран Эрикссон. Его постоянный помощник на тренерской скамье Торд Грип будет выполнять функции главного советника. Однако, достаточно быстро Munto Finance потеряла интерес к футбольному клубу, и уже в декабре владельцем стал Питер Тремблинг. Новый президент убедил Эрикссона остаться и публично пообещал болельщикам, что он постарается найти богатых инвесторов для «Ноттс Каунти».
Вскоре стало известно, что Тремблинг продал 90 % своих акций, а также передал полный контроль над клубом Рэю Трю за символическую цену в 1 фунт. Планы нового владельца не столь стремительны и амбициозны, но он все же пообещал, что «Ноттс Каунти» продолжит движение вперед. В связи с этим 12 февраля 2010 года Эрикссон принял решение уйти в отставку.
Трю заявил: «Мы рассматриваем клуб с позиции долгосрочного развития. Я знаю, что болельщики надеялись на призрачного инвестора, который потратит астрономическую сумму денег и мгновенно выведет клуб в Премьер-Лигу. Но нужно понимать, что „Ноттс Каунти“ в непростом финансовом положении. Мы здесь, чтобы убедиться в том, что в краткосрочной перспективе ситуация стала стабильной. Мы постараемся создать платформу для движения вперед» (BBC).
В Кубке Англии 2009/2010 «Ноттс Каунти» дошли до 5 раунда (1/8), где уступили лондонскому Фулхэму 0:4. Последний раз «Сороки» доходили до 5 раунда в кубке Англии в сезоне 1991-92. Именно в сезоне 1991-92 «Ноттс Каунти» последний раз выступали в высшем английском дивизионе.
17 апреля 2010 года команда оформила своё возвращение в Лигу Один, одержав домашнюю победу над «Моркамом» со счетом 4:1. По итогам сезона «Ноттс Каунти» занял первое место, с отрывом в 10 очков от пришедшего к финишу вторым «Борнмута».
B январе 2017 года Рэй Трю продал полный пакет акций клуба новому владельцу Алану Харди.
4 апреля 2019 года клуб вылетел в пятый по силе дивизион Англии.

## Стадионы
Разные стадионы 1867—1883
Трент Бридж 1883—1910
«Ноттс Каунти» переместился на «Трент Бридж Крикет Граунд» после того, как их соперники из «Ноттингем Форест» его освободили.
«Медоу Лейн» с 1910 до настоящего времени.
В 1910 «сороки» переместились на их нынешнюю арену. Первый матч был сыгран против «Ноттингем Форест». За встречей злейших врагов наблюдали 28 000 фанатов. Матч закончился со счётом 1:1.
«Медоу Лейн» и стадион «Форест» «Сити Граунд» — два самых близкорасположенных друг к другу стадиона в Англии. Они находятся на расстоянии 300 метров друг от друга.

## Конкуренты
«Ноттс Каунти» давно конкурирует с соседями — клубом «Ноттингем Форест», их противостояние известно как Ноттингемское дерби. Другим принципиальным соперником  из Ноттингемшира является «Мансфилд Таун», а также команды соседних графств: «Дерби Каунти», «Линкольн Сити», «Честерфилд» и «Лестер Сити».

## Достижения
- Кубок Англии
  - Победитель (1894)
  - Финалист (1891)

- Второй дивизион
  - Чемпион: 1897, 1914, 1923

- Лига 2 Футбольной лиги
  - Чемпион: 2010

- Третий дивизион (юг)
  - Чемпион: 1931, 1950

- Четвёртый дивизион
  - Чемпион: 1971

- Англо-итальянский кубок
  - Победитель: 1995

## Рекорды
Посещаемость — 47 310 в матче с «Йорк Сити», Кубок Англии, 12 марта 1955
Крупнейшая победа в лиге — 11:1 в 1949 году в матче с «Ньюпорт Каунти»
Крупнейшая победа в кубке — 15:0 в 1885 году в матче с «Ротерем Таун»
Голов за сезон — 107 в сезоне 1959/60
Бомбардир за сезон — Том Китли (39 голов в сезоне 1930/31).